# Agrodiaetus nonacriensis
Agrodiaetus nonacriensis är en fjärilsart som beskrevs av Brown 1976. Agrodiaetus nonacriensis ingår i släktet Agrodiaetus och familjen juvelvingar. Inga underarter finns listade i Catalogue of Life.